# Gran Premio Capodarco 2018
Il Gran Premio Capodarco 2018, quarantasettesima edizione della corsa, valido come evento dell'UCI Europe Tour 2018 categoria 1.2U, si svolse il 16 agosto 2018 su un percorso di 180 km con partenza ed arrivo da Capodarco. Fu vinto dal colombiano Einer Rubio che terminò la gara in 4h22'00", alla media di 41,22 km/h, davanti agli italiani Davide Casarotto e terzo Dario Puccioni.
Partenza con 167 ciclisti, dei quali 95 completarono la gara.

## Squadre partecipanti
| N.    | Cod. | Squadra                       |
| ----- | ---- | ----------------------------- |
| 1-5   |      | Team Colpack                  |
| 6-10  | TSE  | Astana City                   |
| 11-15 | RUS  | Selezione russa               |
| 16-20 |      | Team Stipa Milano             |
| 21-35 |      | Vélo Club La Pomme Marseille  |
| 26-30 |      | U.C. Monaco                   |
| 31-35 |      | V.C. Mendrisio-PL Valli       |
| 36-39 | WSA  | WSA-Pushbikers                |
| 41-45 |      | IAM Excelsior                 |
| 46-50 | ZAP  | Zappi Racing Team             |
| 51-55 | AKR  | Akros-Renfer SA               |
| 57-60 | TRE  | Trevigiani Phonix-Hemus 1896  |
| 61-65 |      | Zalf-Euromobil-Désirée-Fior   |
| 66-70 |      | Viris L&L-Sisal Matchpoint    |
| 71-75 |      | Team Pala Fenice              |
| 76-79 |      | Biotraining Cycling Team      |
| 81-85 |      | General Store-Bottoli-Zardini |
| 86-90 |      | Biesse Carrera Gavardo        |

| N.      | Cod. | Squadra                           |
| ------- | ---- | --------------------------------- |
| 91-95   |      | Cycling Team Friuli               |
| 96-100  |      | Overall Cycling Team              |
| 101-105 |      | Petroli Firenze-Maserati-Hopplà   |
| 111-115 |      | Team Cervelo                      |
| 116-120 |      | Futura Team-Rosini                |
| 121-125 |      | Aran Cucine                       |
| 126-130 | SAN  | Sangemini-MG.Kvis-Vega            |
| 131-135 |      | Vejus-TMF                         |
| 136-140 |      | Fortebraccio da Montone           |
| 141-145 |      | Calzaturieri Montegranaro-Marini  |
| 146-150 |      | VPM Porto Sant'Elpidio-M.te Urano |
| 151-154 | AZT  | D'Amico Utensilnord               |
| 156-160 |      | V.C. Cremonese-Guerciotti         |
| 161-165 |      | G.C. Sissio Team                  |
| 166-169 |      | GM Europa Ovini                   |
| 171-175 |      | Bevilacqua Sport-Ferretti         |
| 176-180 |      | U.C. Pistoiese                    |

## Ordine d'arrivo (Top 10)
| Pos. | Corridore         | Squadra         | Tempo    |
| ---- | ----------------- | --------------- | -------- |
| 1    | Einer Rubio       | Vejus-TMF       | 4h22'00" |
| 2    | Davide Casarotto  | General Store   | a 8"     |
| 3    | Dario Puccioni    | Sangemini       | a 21"    |
| 4    | Jakob Dorigoni    | General Store   | s.t.     |
| 5    | Alessandro Fedeli | Trevigiani      | a 24"    |
| 6    | Alberto Giuriato  | C.T. Friuli     | a 26"    |
| 7    | Axel Narbonne     | V.C. La Pomme   | a 27"    |
| 8    | Francesco Romano  | Team Colpack    | a 28"    |
| 9    | Lorenzo Fortunato | Petroli Firenze | s.t.     |
| 10   | Omar El Gouzi     | Viris L&L       | s.t.     |